# بنجامين دين
بنجامين دين (بالإنجليزية: Benjamin Dean)‏ هو محامي وسياسي أمريكي، ولد في 22 أغسطس 1824 في كليذرو في المملكة المتحدة، وتوفي في 9 أبريل 1897 في الولايات المتحدة. حزبياً، نشط في الحزب الديمقراطي. وقد انتخب عضو مجلس النواب الأمريكي.